# 向後光徳
向後 光徳（こうご みつのり）は日本の撮影技師。日本映画学校（現・日本映画大学）第1期卒業。
『ママ、ごはんまだ?』の撮影で第61回三浦賞を受賞。

## フィルモグラフィー

### 映画
- 『キセキ -あの日のソビト-』（2017年）
- 『ママ、ごはんまだ?』（2017年）
- 『春よこい』（2008年、撮影助手）
- 『伝染歌』（2007年）
- 『最終兵器彼女』（2006年、B撮影）

出典: